# ماريا سيسيليا بوتيرو
ماريا سيسيليا بوتيرو كادافيد (بالانكليزية: María Cecilia Botero Cadavid) هي ممثلة ومقدمة برامج تلفزيونية وصحفية كولومبية. ولدت في 13 مايو 1955

## سيرة
درست علم الأنثروبولوجيا قبل أن تصبح ممثلة. وهي ابنة الممثل السابق وكاتب النصوص والمخرج خايمي بوتيرو جوميز. وهي ابنة أخت دورا كادافيد .
بدأت مسيرتها التمثيلية بإنتاج شبح كانترفيل عام (1971)، مع كارلوس بنجوميا وماروجا تورو وإنريكي بونتون وفرانكي لينيرو. لقد حلت محل مارييلا هيجويلوس، التي توفيت أثناء تسجيل لا فوراهينه (1975). ولعبت دور مانويلا ساينز في مسلسل بوليفار، رجل الصعوبات (1981). كانت ماريا كانديدا في حافر الشيطان (1983)، وياديرا لا أردينتي في الحصان العجوز (1988)، وساندالو دازا في موسيقى مايسترو (1990). شقيقاها أوسكار بوتيرو وآنا كريستينا بوتيرو ممثلان أيضًا.

### المسيرة المهنية
بدأت مسيرتها في التمثيل السينمائي عام 1972، عندما لعبت دور البطولة في فيلم ماريا، إلى جانب فرناندو الليندي. واشتهرت باحترافيتها، وبعدها أصبحت واحدة من أكثر الشخصيات المحبوبة في مجال الترفيه الكولومبي. عملت اول دور تمثيلي لها في عام 1971، بعمل شبح كانترفيل. شاركت في إثنين الكوميديا والغول وطرق المجد والعروسان وحافر الشيطان ووردة الرياح وامرأتان.
شاركت في بطولة العديد من الكوميديا الموسيقية والتي أخرجها زوجها الأرجنتيني ديفيد ستيفيل (الذي عاش معها منذ عام 1981)، وهو متوفى الآن. أنجبت منه ماتيو ستيفلبيرج. قادها حلمها في نشر المسرح الموسيقي في كولومبيا إلى تقديم إنتاجات مهمة مثل بيتر بان، وشوجر، وامرأة العام. في عام 2005 تمت دعوتها للمشاركة في المسلسل التلفزيوني لورينا، الذي أنتجته قناة ار سي ان ( RCN Television)، مثلت أول دور عدائي لها، وغيرت مظهرها جذريًا وأظهرت قدرتها المسرحية العظيمة.تولت إدارة أكاديمية شارلوت، وهي مدرسة للتمثيل أنشأها والدها، خايمي بوتيرو.وقدمت برنامج يومًا بعد يوم على قناة كراكول (Caracol Television) مع كاتالينا جوميز وأجميث إسكاف.

### فيلمEncanto
في عام 2021، شاركت في أداء صوت أبويلا ألما في ديزني فلم إنكاتو، مع أصوات تمثيلية أخرى، مثل جون ليجويزامو ، وأنجي سيبيدا ، وكارولينا جيتان .

## أعمالها

### تلفزيون

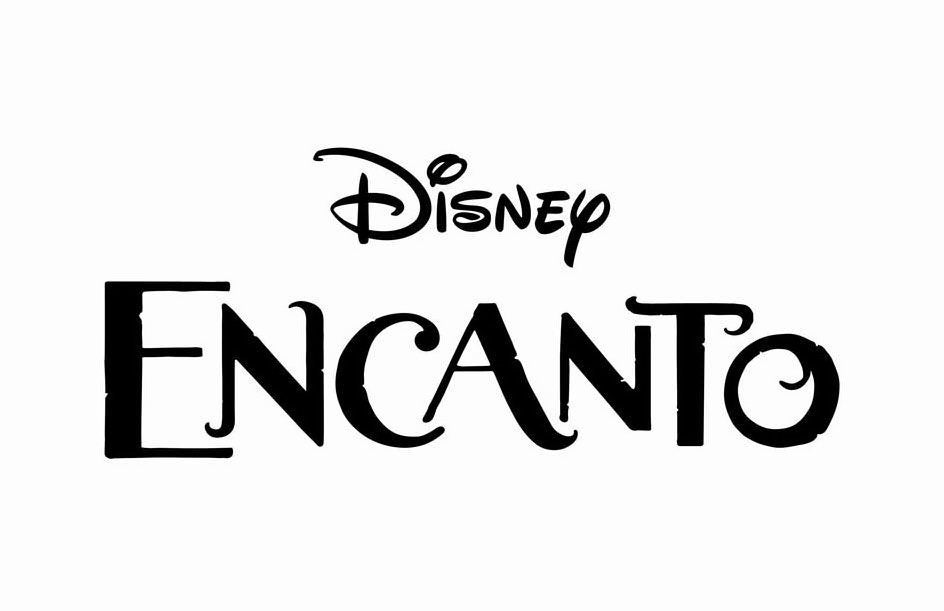
في عام 2021، شارك بوتيرو في فيلم ديزني Encanto بصوت الجدة الإسبانية ألما.

| السنة     | العنوان                                                        | الدور                          |
| --------- | -------------------------------------------------------------- | ------------------------------ |
| 2020      | انتقام أناليا (La venganza de Analía)                          | أوجينيا ماركيز دي لا توري      |
| 2019-2021 | الممرضات (Enfermeras)                                          | بياتريس راميريز                |
| 2019      | الحي (La cuadra)                                               | نفسها                          |
| 2018      | القانون السري (La ley secreta)                                 | بيرثا                          |
| 2016-2017 | خيوط الدم الأزرق (Hilos de sangre azul)                        | سونيا دياث                     |
| 2015-2016 | الأخوات كالي (Las hermanitas Calle)                            | إيزابيل                        |
| 2014      | الحماة (La suegra)                                             | بياتريس أوجينيا إسبitia        |
| 2013      | المريضة الوهمية (La hipocondríaca)                             | ماروخا مالدونادو دي بوليدو     |
| 2011      | الساحرة (La bruja)                                             | كارمن إسكوبار                  |
| 2010      | أسرار العائلة (Secretos de familia)                            | مرسيدس روميرو، أرملة سان ميغيل |
| 2008-2009 | مونيوز يساوي 2 (Muñoz vale x 2)                                | فيكتوريا دي كاستيانوس          |
| 2007-2008 | غني جديد، فقير جديد (Nuevo rico, nuevo pobre)                  | أنطونيا دي فيريرا              |
| 2005      | لورينا (Lorena)                                                | روفينا دي بريغارد دي فيريرو    |
| 2003      | أكاديمية A.M.A (A.M.A. La Academia)                            | فيكتوريا جيرالدو               |
| 1997      | امرأتان (Dos mujeres)                                          | لورا بلانكو دي أوردانيتا       |
| 1990-1991 | موسيقى يا أستاذ (Música Maestro)                               | سوليداد "ساندالو دازا"         |
| 1989      | وردة الرياح (La rosa de los vientos)                           | روساريو                        |
| 1988      | حصان قديم (Caballo Viejo)                                      | ياديرا لا أردينتي              |
| 1987      | من أجل الحب (Por amor)                                         | —                              |
| 1987      | عندما يحل الليل (Cuando llega la noche)                        | —                              |
| 1987      | دمي وإن كان وضيعًا (Mi sangre aunque plebeya)                   | —                              |
| 1986      | أصحاب القوة (Los dueños del poder)                             | —                              |
| 1985      | غلوريا (Gloria)                                                | —                              |
| 1984      | طريق مسدود (Camino cerrado)                                    | —                              |
| 1984      | أماليا (Amalia)                                                | أماليا                         |
| 1983      | حافر الشيطان (La pezuña del diablo)                            | ماريا كانديدا                  |
| 1982      | الرجل ذو الرداء الأسود (El hombre de negro)                    | لا فريفولا                     |
| 1981      | العمة جوليا والكاتب (La tía Julia y el escribidor)             | —                              |
| 1980      | بوليفار، رجل التحديات (Bolívar, el hombre de las dificultades) | مانويلا ساينز                  |
| 1979      | كوردوفا (Córdova)                                              | مانويلا موراليس                |
| 1979      | الخطيبان (Los novios)                                          | —                              |
| 1978      | بعيدًا عن العش (Lejos del nido)                                 | فيلومينا                       |
| 1975      | الدوامة (La vorágine)                                          | أليسيا                         |
| 1975      | سوق الغرور (La feria de las vanidades)                         | —                              |
| 1973      | طرق المجد (Caminos de Gloria)                                  | —                              |
| 1972      | حلقات من قصص الأحد (Episodios de Los cuentos del domingo)      | —                              |
| 1972      | حلقات من التشويق 7:30 (Episodios de Suspenso 7:30)             | —                              |
| 1972      | إثنين الكوميديا (حلقات) (Lunes de comedia)                     | —                              |
| 1971      | شبح كانترفيل (El fantasma de Canterville)                      | —                              |

### فيلم
| سنة  | عنوان         | شخصية                                                     |
| ---- | ------------- | --------------------------------------------------------- |
| 2021 | إنكانتو       | أبويلا ألما مادريجال (صوت باللغتين الإنجليزية والإسبانية) |
| 2019 | أماليا        | ايلينا                                                    |
| 2019 | من يحبك يضيع  | "الرئيس"                                                  |
| 2017 | لوس أوريناليس |                                                           |
| 1972 | ماريا         |                                                           |

| سنة       | برنامج          |
| --------- | --------------- |
| 2019      | لا جران كاربا   |
| 2005-2009 | يوم بعد يوم     |
| 2002-2004 | أبطال الرواية   |
| 2000-2001 | أخريات ماريا سي |
| 1998-2000 | ماريا سي معك.   |

## المسرح الموسيقي
- امرأة العام
- سكر
- مولي براون التي لا تقهر
- بيتر بان
- مايسترو الموسيقى (1990)
- الفرسان يفضلون الياقوت

## الترشيحات والجوائز

### جوائز TVyNovelas
| السنة       | المرشح / العمل     | الجائزة                                  | النتيجة |
| ----------- | ------------------ | ---------------------------------------- | ------- |
| 2015        | La suegra          | أفضل ممثلة خصم في مسلسل تلفزيوني         | ترشيح   |
| 2000        | Noticiero de las 7 | أفضل مذيع / مقدم أخبار                   | ترشيح   |
| 1997        | Dos Mujeres        | أفضل ممثلة رئيسية في مسلسل تلفزيوني [13] | فوز     |
| 1995 - 1994 | Noticiero CM&      | أفضل مذيع / مقدم أخبار [6]               | فوز     |

### جوائز أخرى
| السنة | الجائزة                                 | الفئة / العمل                                                                                  | النتيجة |
| ----- | --------------------------------------- | ---------------------------------------------------------------------------------------------- | ------- |
| 2020  | جائزة إنديا كاتالينا                    | المسيرة الفنية كممثلة [1]                                                                      | فوز     |
| 1997  | جائزة سيمون بوليفار                     | أفضل ممثلة [2]                                                                                 | فوز     |
| 1997  | وسام سيمون بوليفار                      | المسيرة الفنية كممثلة [3]                                                                      | فوز     |
| 1997  | جائزة "Gloria de la TV" (مجد التلفزيون) | 50 عامًا من التلفزيون الكولومبي [4][3]                                                          | فوز     |
| 1997  | درع كاراكول التذكاري                    | واحدة من أفضل الممثلات الكولومبيات، في إطار الاحتفال بمرور 50 عامًا على التلفزيون الكولومبي [4] |         |